# Jacques Hitier
Jacques Hitier est un décorateur et créateur de meuble français né le 28 mars 1917 à Paris et mort le 6 mars 1999 à La Frette-sur-Seine. Il est présenté par Patrick Favardin comme " l'une des figures les plus attachantes de cette république des arts décoratifs de la seconde moitié du XXe siècle ". Artiste décorateur lié à l’École Boulle, il se spécialise après la Seconde Guerre mondiale dans la création de meubles industriels destinés aux petites collectivités et à l’habitation, qu’il présente au Salon des artistes décorateurs et au Salon des arts ménagers.

## Formation: de l’école Boulle à l'usine Mobilor
Jacques Hitier entre dès l’âge de treize ans et demi à l’École Boulle. Diplômé en 1934, il intègre le célèbre atelier Primavera des magasins du Printemps alors dirigé par Jacques Viénot. Il quitte cet atelier en 1937 pour intégrer l’industrie Mobilor, engagé par un ami de la famille cherchant un dessinateur pour orienter la production de cette entreprise vers le mobilier scolaire. Mobilor édite les premiers meubles de Jacques Hitier, certaines variantes seront réalisées par d’autres marques de meubles tubulaires comme Mullca.

## Premières expositions après la Reconstruction
Après la guerre et deux années comme dessinateur à la BNCI, il ouvre sa propre agence de décorateur. La Reconstruction coïncide avec ses premières participations à des manifestations artistiques majeures comme le Salon des artistes décorateurs de 1949 (présidé par Jacques Adnet).
Son mobilier scolaire est alors très remarqué, notamment par l'industriel Tubauto qui le missionne comme décorateur-conseil et lui permet de réaliser des meubles en tube métallique destinés à l’habitation qu'il expose dans la section du Foyer d’aujourd'hui au Salon des arts ménagers (supervisée par Marcel Gascoin).

## Décorateur-conseil des industriels
Outre le travail habituel d’artiste décorateur consistant à équiper de petites collectivités ou des intérieurs de particuliers, Jacques Hitier va s’associer pendant 15 ans avec l'industriel Tubauto et dessiner de nombreux modèles de meubles, principalement en tube métallique associé à des matières douces comme le bois, le tissu ou le rotin. Cette proximité entre un décorateur et un industriel est alors unique.
À côté des concours auxquels il participe régulièrement et des modèles qu’il présente au Salon des artistes décorateurs, Jacques Hitier va toujours garder le contact avec de nombreux fabricants de meubles de série (MBO, La Méridienne, Multiplex, Durand, Glaces Marly, Crozatier, etc.) qu'il présentera au Salon des arts ménagers jusque dans les années 1970.

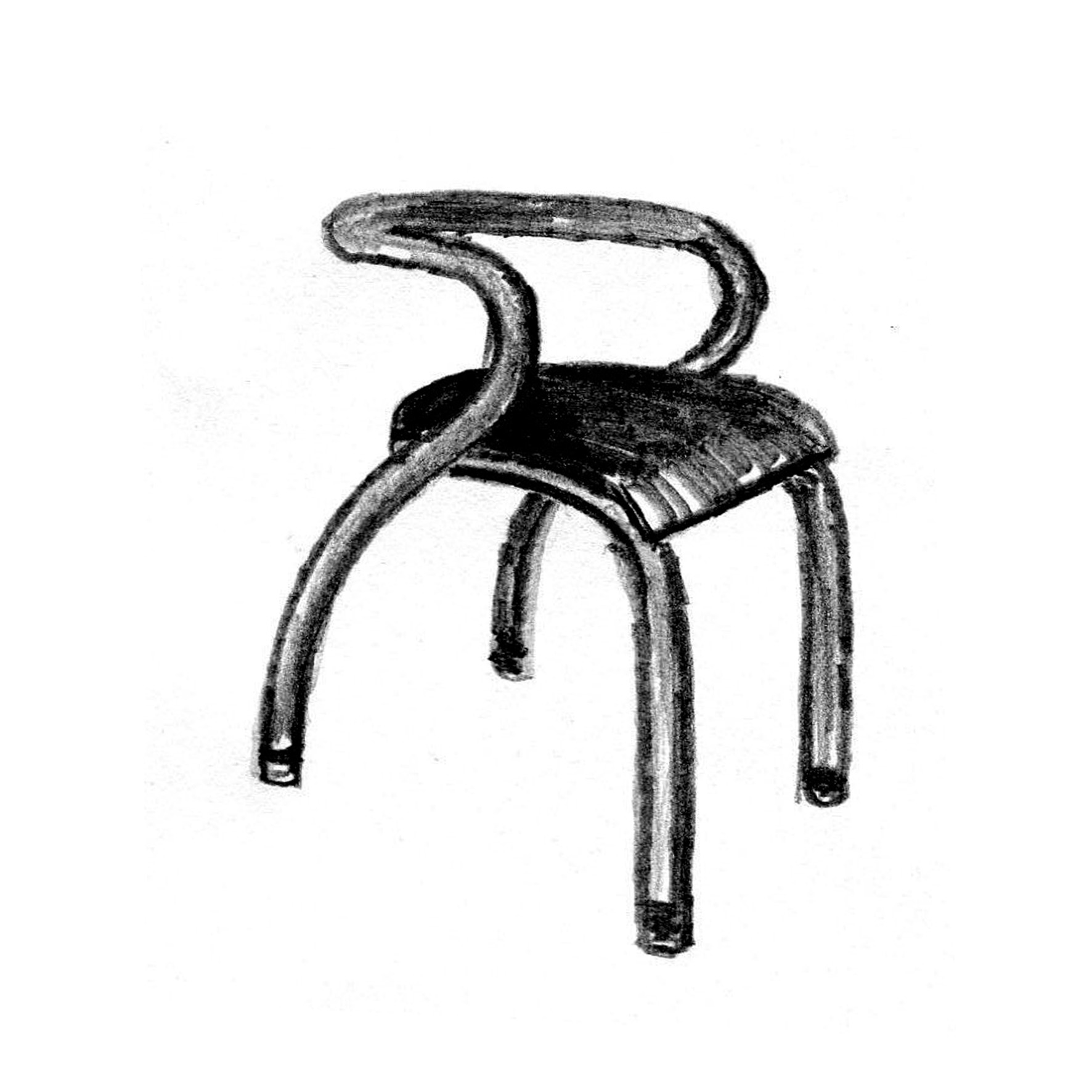
1949, chaise maternelle
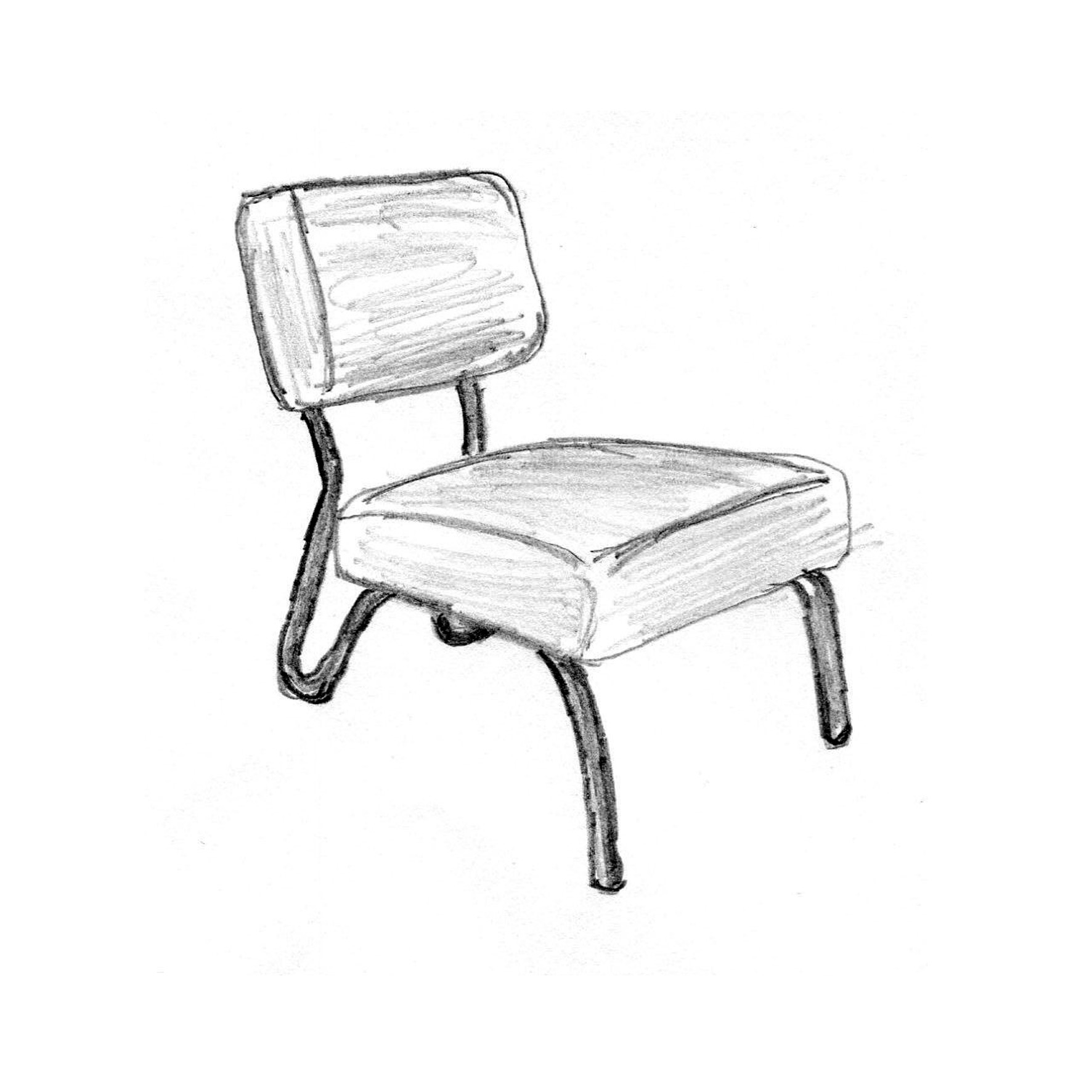
1952, chauffeuse
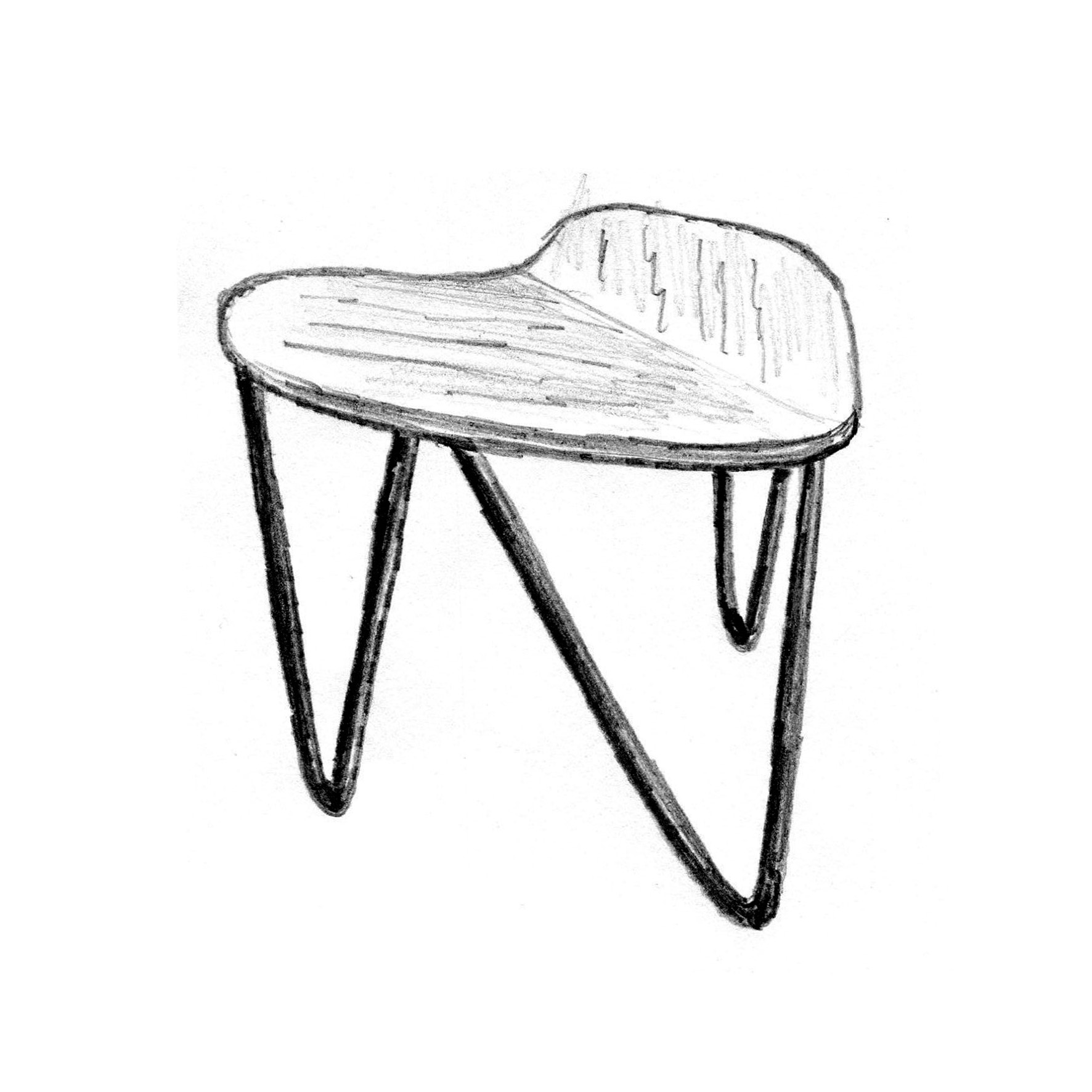
1952, table basse gigogne
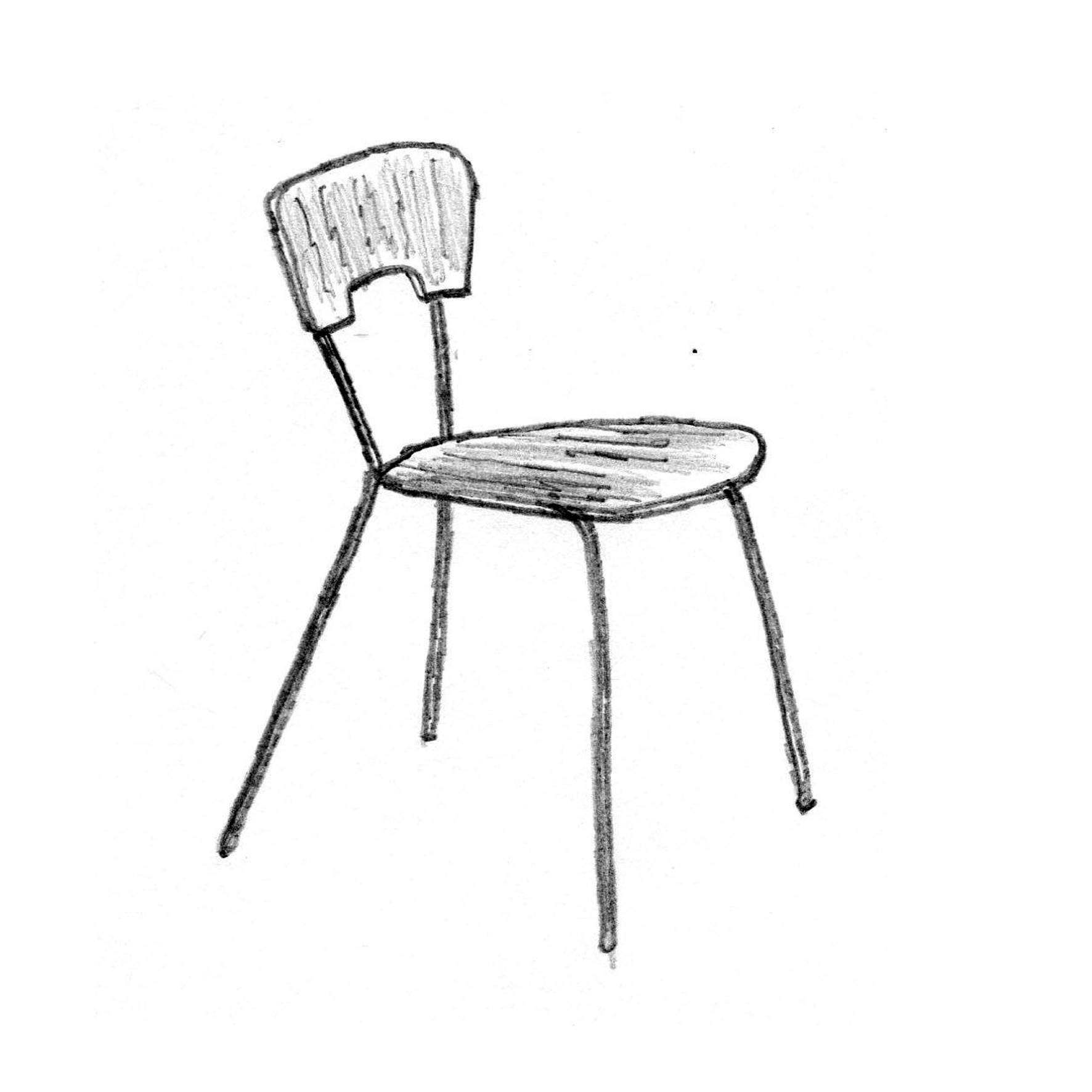
1955, chaise Libellule

## Enseignant et architecte d’intérieur
Tout au long de sa vie, Jacques Hitier est animé par le souci de transmettre et devient successivement professeur de perspective (1946-1964), directeur des études (1964-1972), puis directeur (1972-1982) de l'École Boulle.
Il accompagne également les mutations du métier de décorateur. La Société des artistes décorateurs (SAD) – issue de l'Art déco et alors nommée Union des artistes décorateurs et créateurs d’ensembles (UADCE) ne correspond plus aux réalités d'après-guerre. En 1961, Jacques Hitier le recentre sur l’architecture intérieure et crée le syndicat des Créateurs d’architecture d’intérieur et de modèles (CAIM, qu’il dirige de 1962 à 1968) qui deviendra le Conseil français des architectes d'intérieur.